# قائمة المتاحف والمعارض الفنية في أوكرانيا
هذه قائمة بالمتاحف الفنية الموجودة حاليًا، ومتاحف الفنون الجميلة، والمعارض الفنية في أوكرانيا، مرتبة وفقًا للتقسيم الإداري الحالي للدولة. تشمل القائمة بشكل رئيسي متاحف الدولة.
يتم عرض المتاحف داخل الأقسام حسب المنطقة أو الإدارة في التسلسل التالي: أولاً، مؤسسات متحف الدولة في المركز الإداري للمنطقة. يتم تمييز أقسام أو فروع المؤسسة المحددة مسبقًا بعلامة (**).

## كييف
- متحف الفن الوطني في أوكرانيا
- المتحف الوطني كييف معرض الفنون
- متحف الفن الغربي والشرقي
- معرض كييف للفنون للأطفال
- متحف ياكوبوفسكي (خاص)

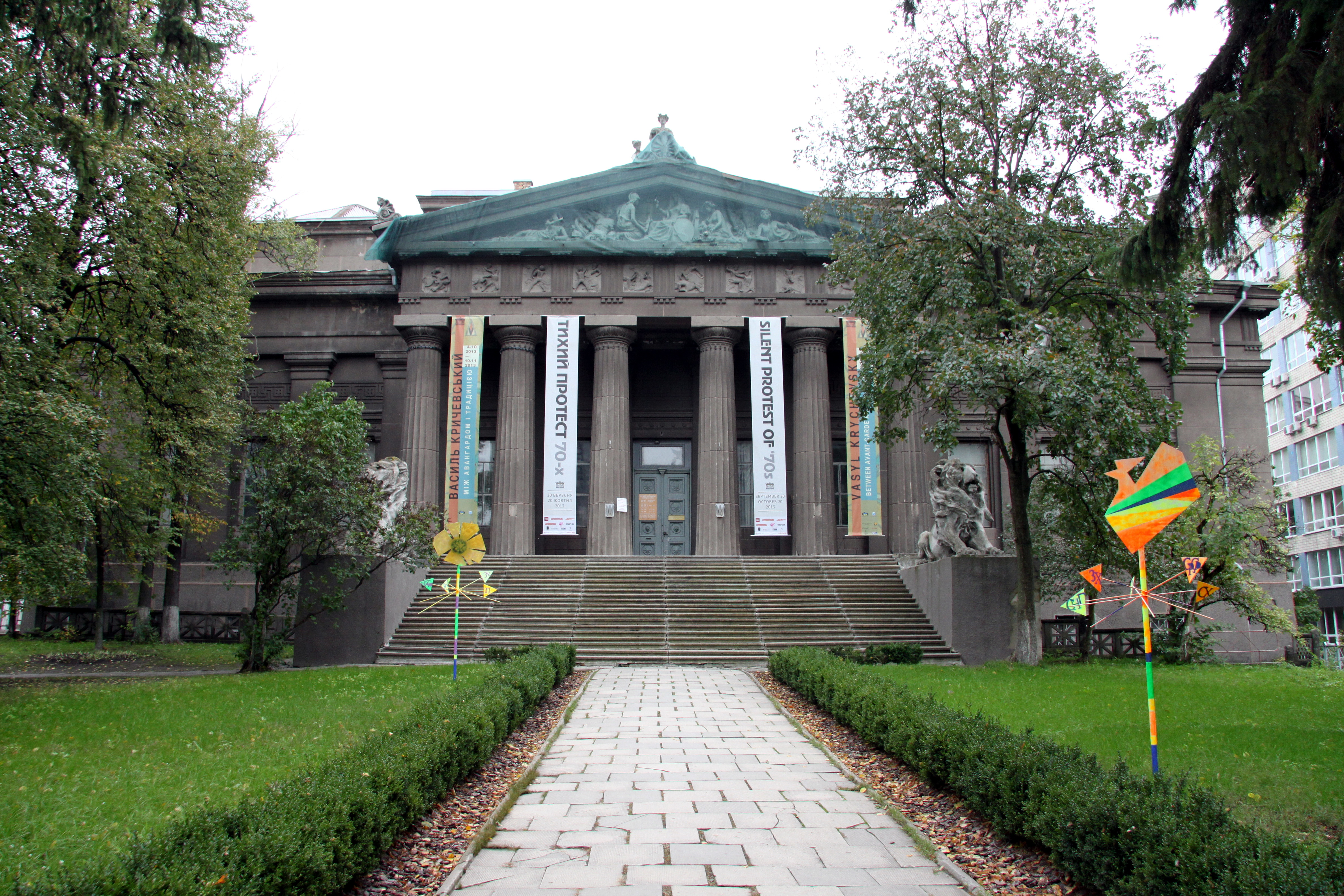
متحف الفن الوطني في أوكرانيا

- المتحف الوطني للفنون الزخرفية الشعبية الأوكرانية
- المركز الوطني للثقافة الشعبية«متحف إيفان هونشار»
- المتحف الوطني للعمارة الشعبية والحياة في أوكرانيا
- متحف الكتب والنشر في أوكرانيا
- متحف المسرح والموسيقى والسينما في أوكرانيا

## سيفاستوبول
- متحف الفن سيفاستوبول سميت كروشيتسكي

## جمهورية القرم المتمتعة بالحكم الذاتي
- متحف سيمفيروبول للفنون
- معرض إيفازوفسكي الوطني للفنون

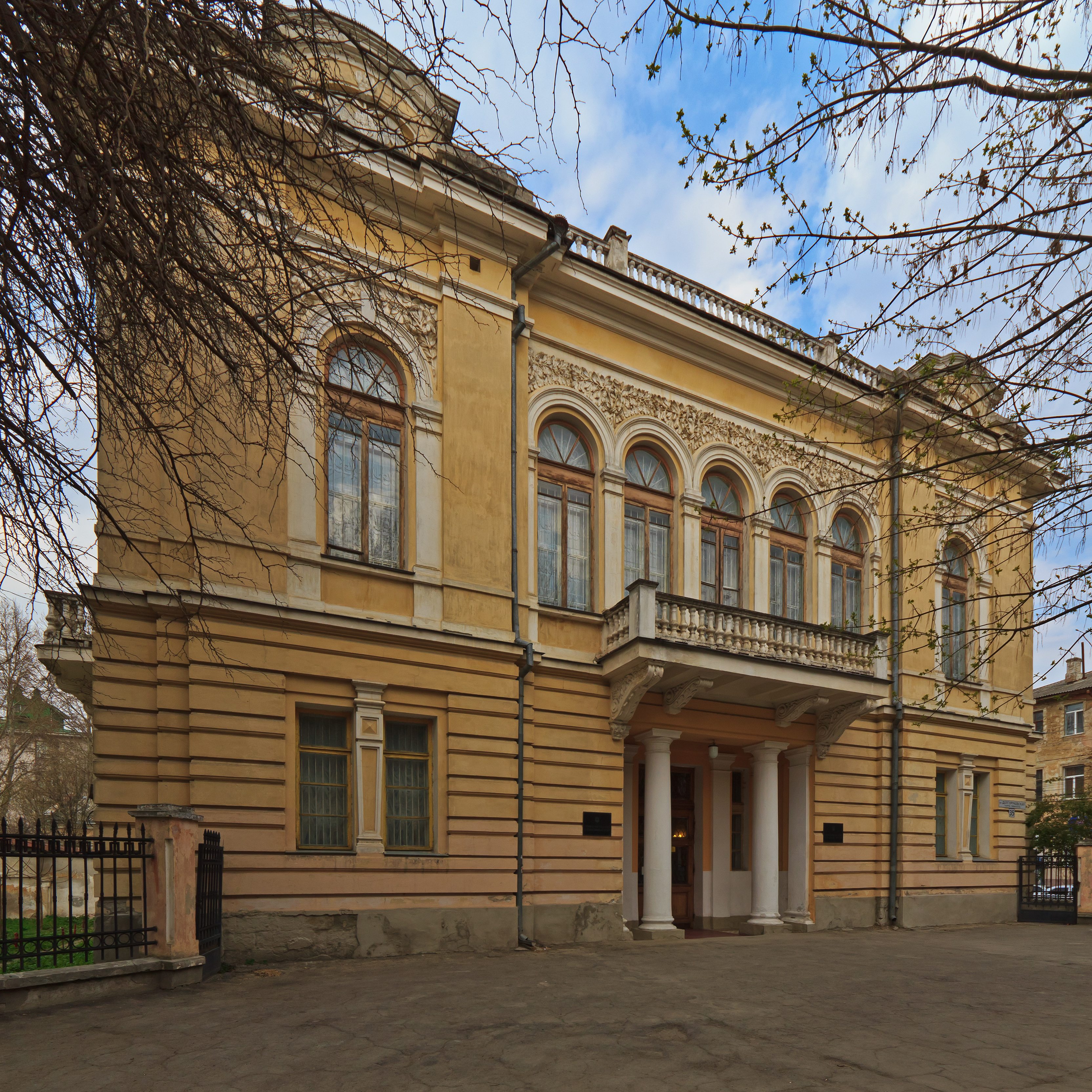
متحف سيمفيروبول للفنون

- معرض فني في كيرتش (قسم محمية كيرتش التاريخية والثقافية)
- متحف فيرا موخينا

## فينيتسا أوبلاست
- متحف فينيتسا للفنون
- متحف شارغورودسكي للفنون الجميلة
- متحف يامبيلسكي للفنون الجميلة

## فولين أوبلاست
- قسم الفن في متحف فولين للتقاليد المحلية، لوتسك

## دنيبروبتروفسك أوبلاست
- متحف دنيبروبتروفسك للفنون

## دونيتسك أوبلاست
- متحف دونيتسك للفنون
- متحف ماكيفسكي للفنون والتقاليد المحلية
- متحف دروزكيفسكي للفنون
- متحف كراماتورسكي للفنون
- متحف جورليفسكي للفنون
- متحف كويندزي للفنون، ماريوبول
- قاعة المعرض سميت باسم أ. كويندزي (فرع متحف ماريوبول للتقاليد المحلية)

## زيتومير أوبلاست

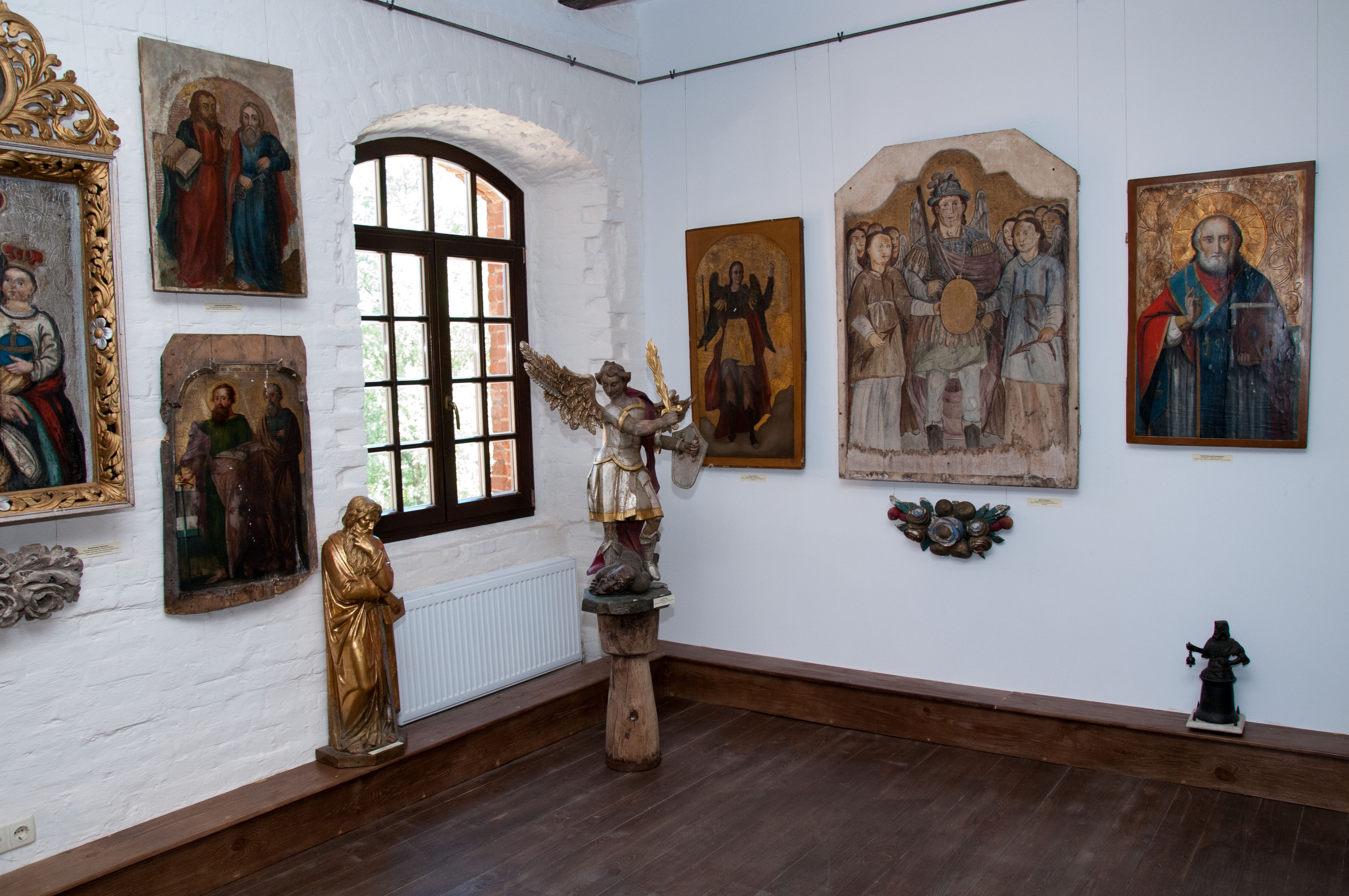
متحف الرموز الأوكرانية المحلية

- متحف جيتومير للفنون (قسم متحف جيتومير للتقاليد المحلية)
- متحف كميتيف للفنون الجميلة الذي سمي على اسم جي دي بوخانشوك
- متحف الرموز الأوكرانية المحلية

## زاكارباتيا أوبلاست
- متحف ترانسكارباثيان الإقليمي للفنون جوزيف بوكشاي

## زابوريزهيا أوبلاست
- متحف زابوريزسكي للفنون
- متحف بيرديانسكي للفنون سمي على اسم برودسكي
- قاعة معرض إنرجودارسكي للفنون

## إيفانو فرانكيفسك أوبلاست
- متحف بريكارباتيا للفنون (متحف إيفانو-فرانكيفسك الإقليمي للفنون سابقاً)
  - متحف روجاتينسكي للفنون والتقاليد المحلية
- متحف بيسانكا، كولوميا

## كييف أوبلاست
- معرض ياغوتينسكا للفنون

## كيروفوهراد أوبلاست

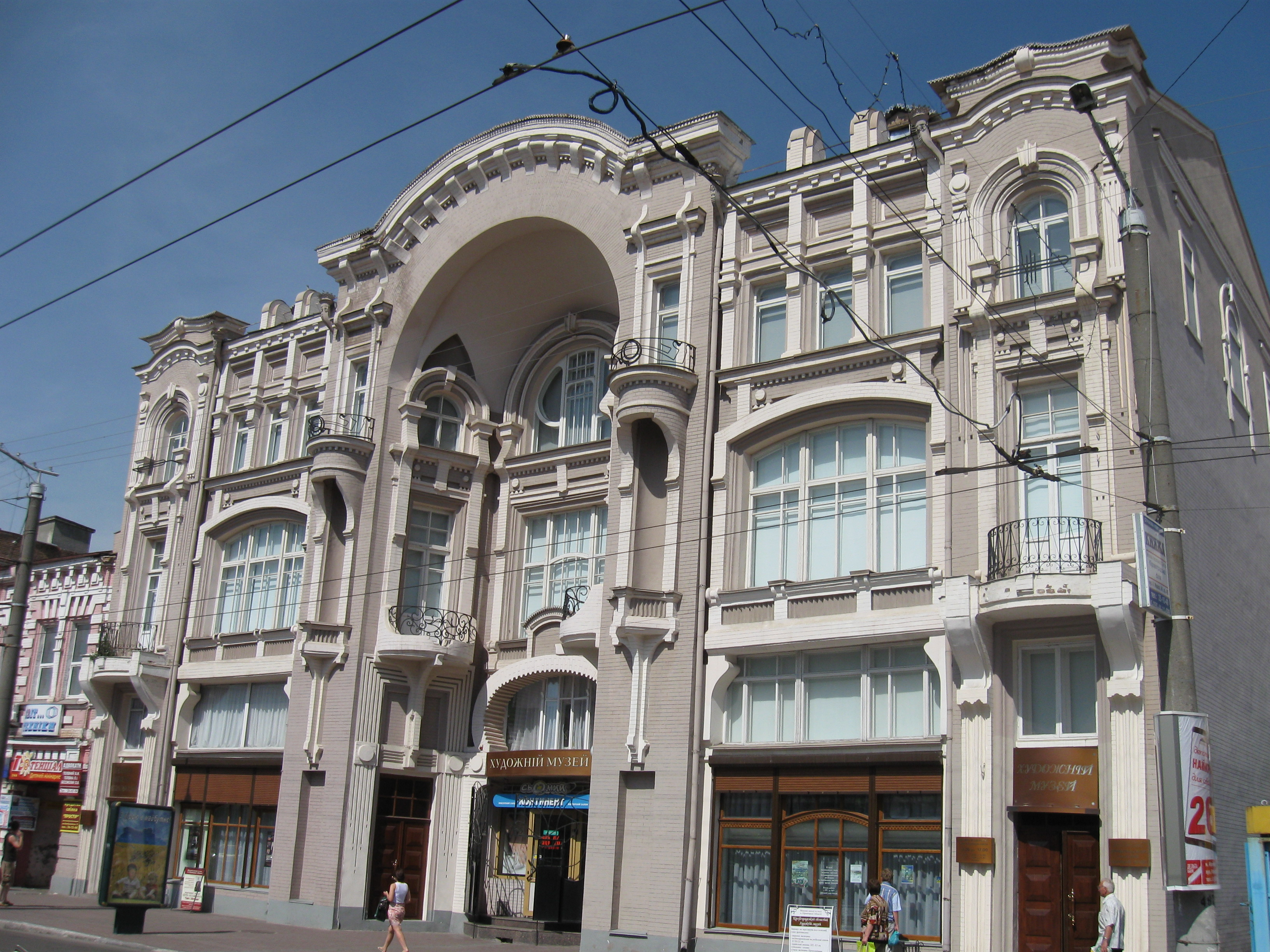
متحف كيروفوهراد الإقليمي للفنون

- متحف كيروفوهراد الإقليمي للفنون
- متحف أوسموركين للفنون التذكارية

## لوهانسك أوبلاست
- متحف لوهانسك للفنون
- متحف ستاخانوف التاريخي والفني

## لفيف أوبلاست
- معرض لفيف الوطني للفنون
- مركز الفنون البلدية لفيف

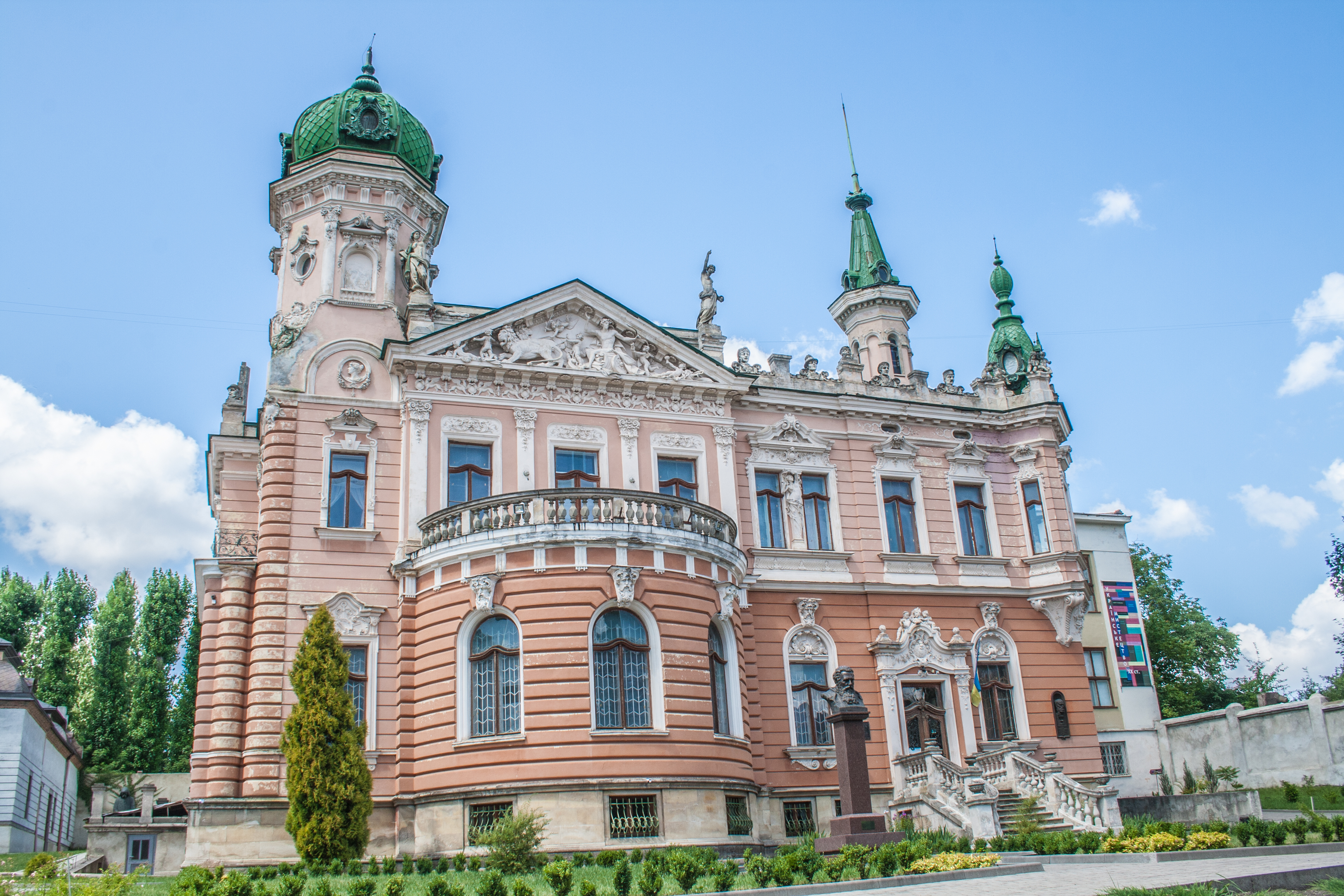
متحف شيبتيتسكي

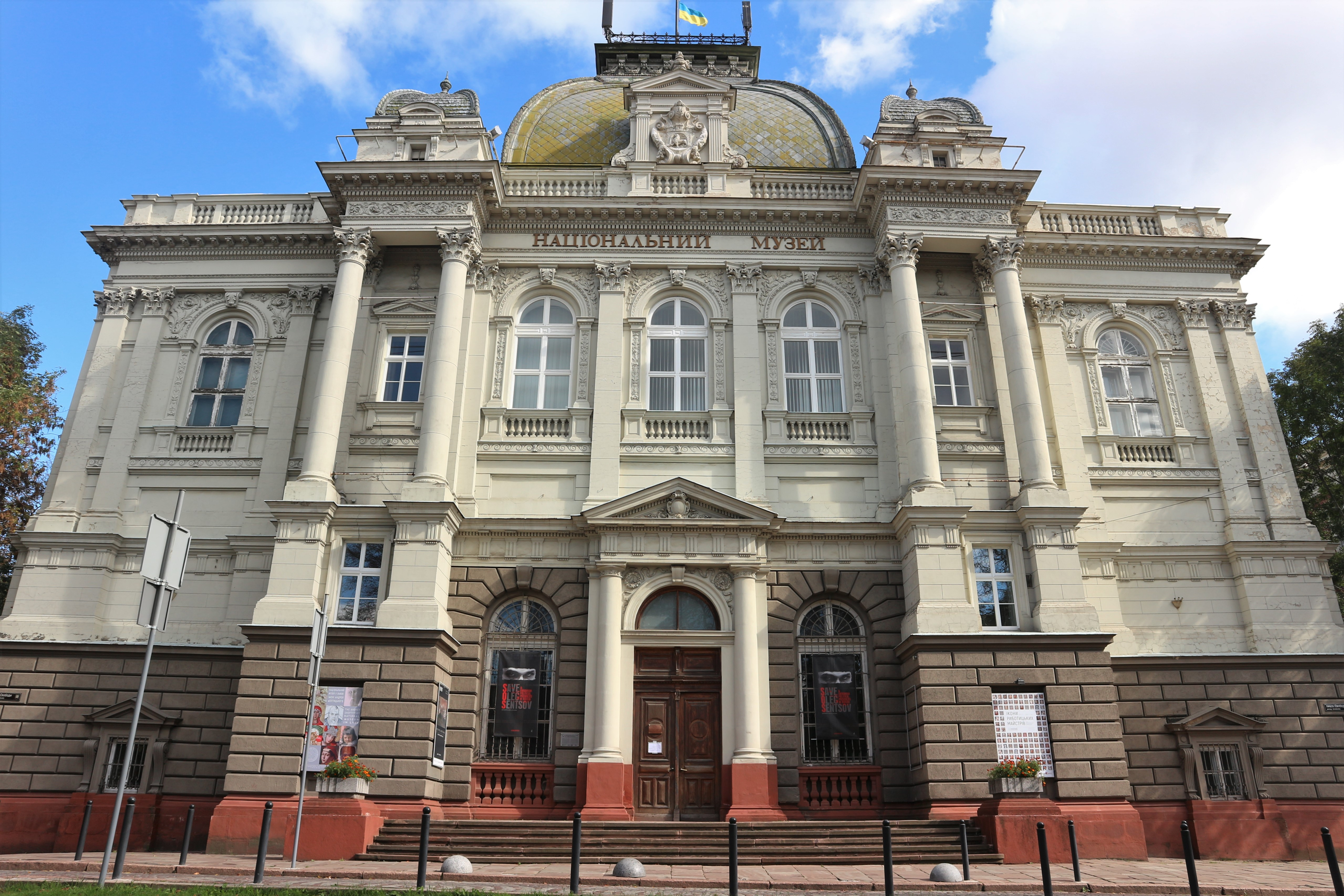
متحف لفيف الوطني

- المؤسسة العلمية والفنية للمتروبوليتان أ. شيبتيتسكي «متحف لفيف الوطني»
  - متحف أولينا كولشيتسكا للفنون التذكارية، لفيف
  - متحف أوليكسا نوفاكيفسكي للفنون التذكارية، لفيف
  - متحف ليوبولد ليفيتسكي للفنون التذكارية، لفيف
  - متحف ميخيلا بيلاس للفنون، تروسكافيتس
  - متحف إيفان تروش للفنون التذكارية، لفيف
  - متحف سوكالشينا للفنون، تشيرفونوغراد
  - متحف بويكيفشينا للفنون، سامبير

## ميكولايف أوبلاست
- متحف في في فيريشاجين ميكولايف للفنون
  - متحف أوشاكيفسكي للرسم البحري الذي سمي على اسم ر. سودكوفسكي
  - متحف كيبريك أسنسيون للفنون

## أوديسا أوبلاست
- متحف أوديسا للفنون
  - متحف أنانييف التاريخي للفنون
- متحف أوديسا للفن الغربي والشرقي
- معرض إسماعيل للفنون

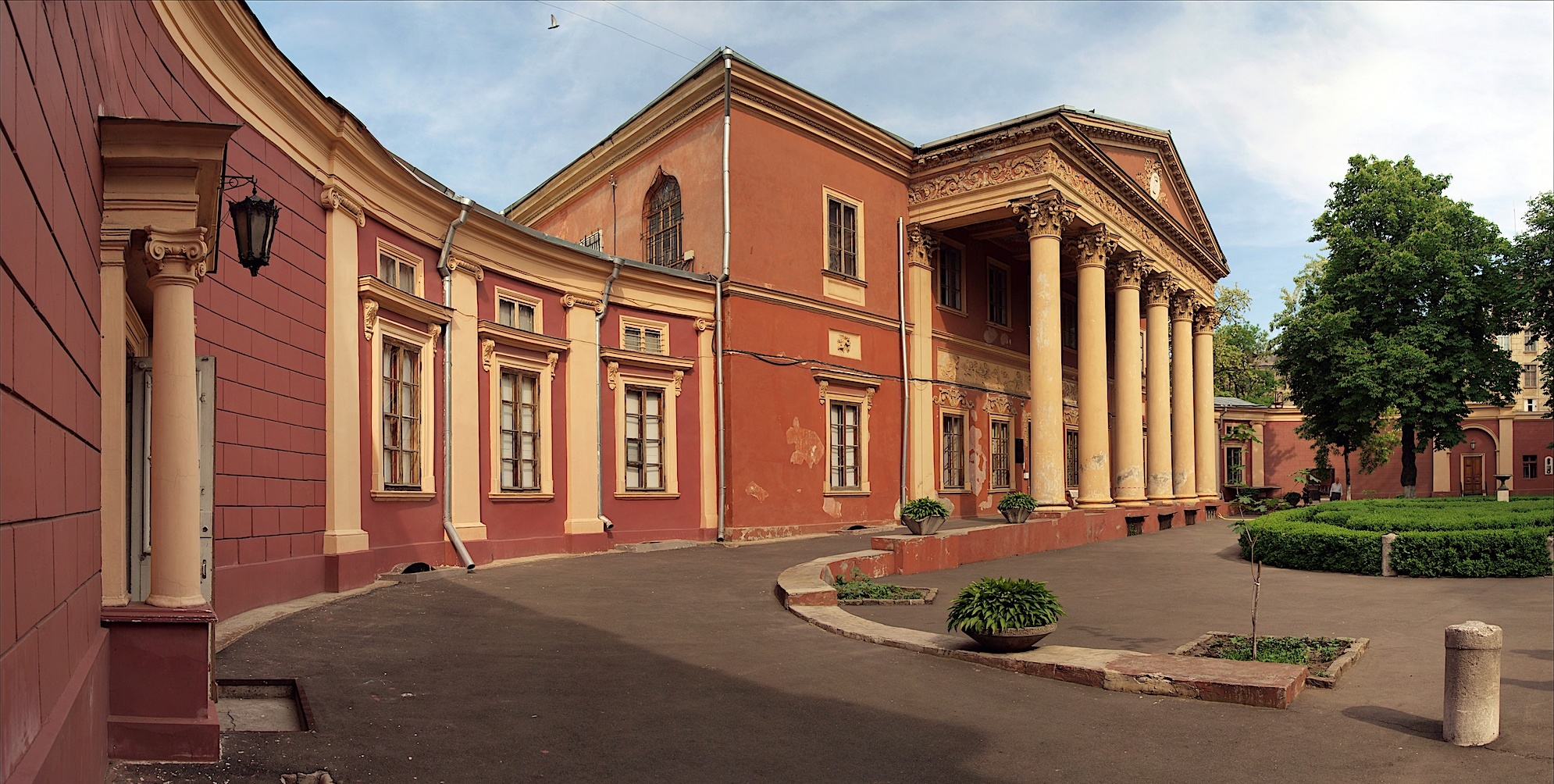
متحف أوديسا للفنون

- متحف الفنون الجميلة في البحر الأسود سمي على اسم أو إم بيلو

## بولتافا أوبلاست
- متحف بولتافا للفنون
- معرض كريمنشوتسكا للفنون الحضرية
- معرض ناتاليا يوزيفوفيتش للفنون، كريمنشوك

## سومي أوبلاست

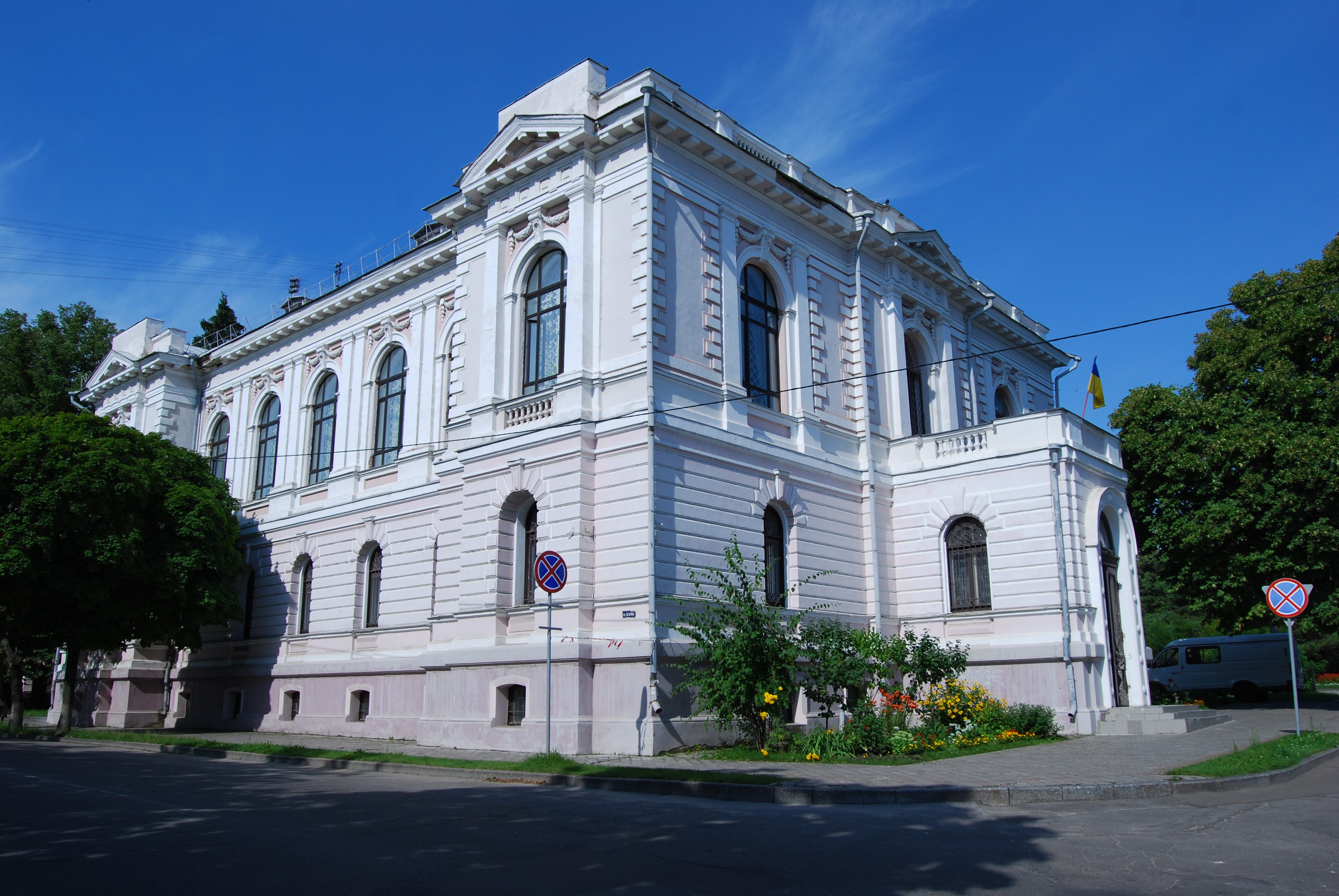
متحف نيكانور أوناتسكي الإقليمي للفنون في سومي

- متحف نيكانور أوناتسكي الإقليمي للفنون في سومي
- متحف ليبيدين للفنون البلدية

## ترنوبل أوبلاست
- متحف ترنوبل الإقليمي للفنون
- متحف الفن التذكاري خفوروستيتسكي (قسم متحف كريمينيتسكي للتقاليد المحلية), بوتشيف

## خاركيف أوبلاست
- متحف خاركيف للفنون
  - متحف الفن الشعبي، خاركيف
  - متحف بارخوميفسكي التاريخي للفنون

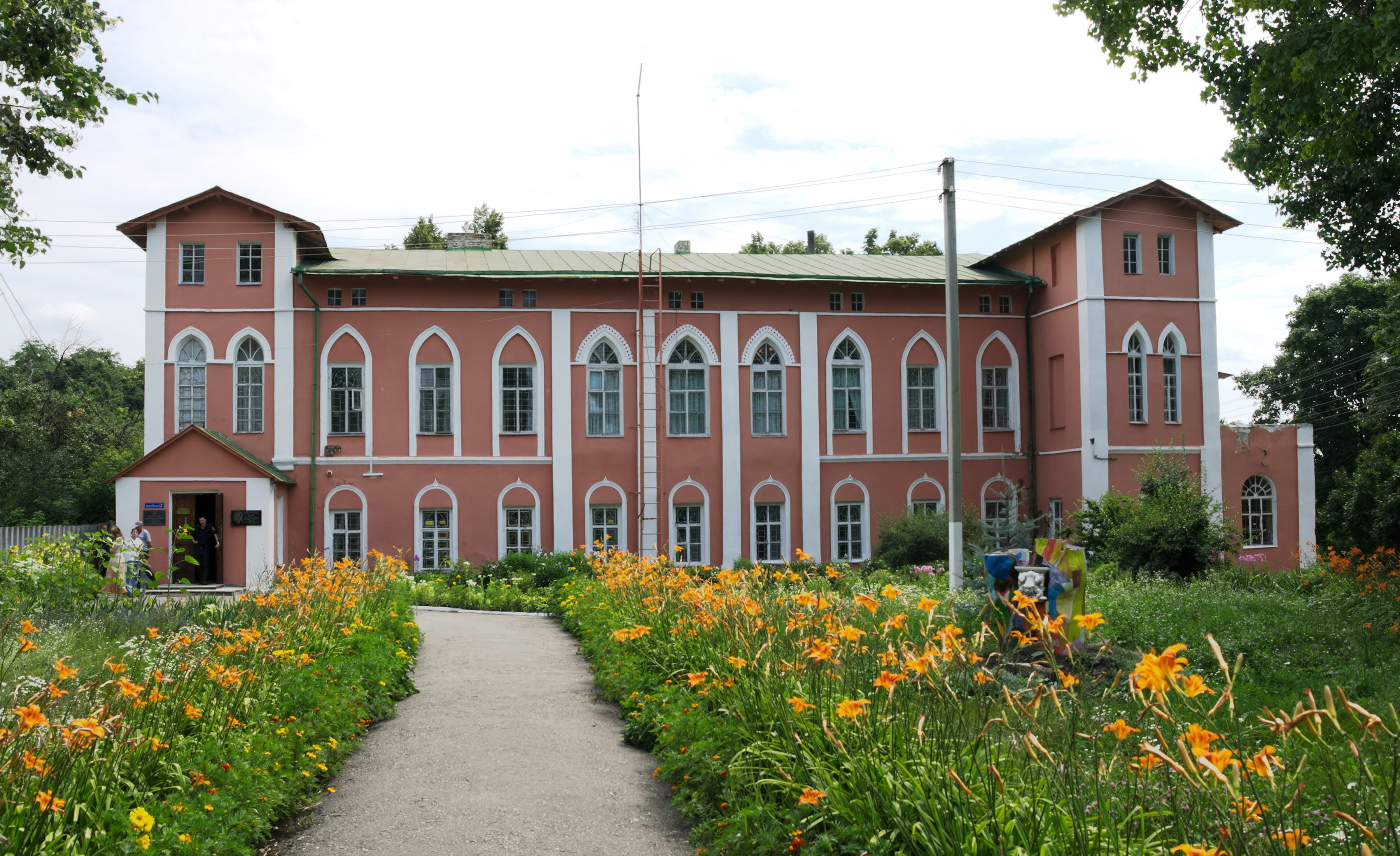
متحف بارخوميفسكي التاريخي للفنون

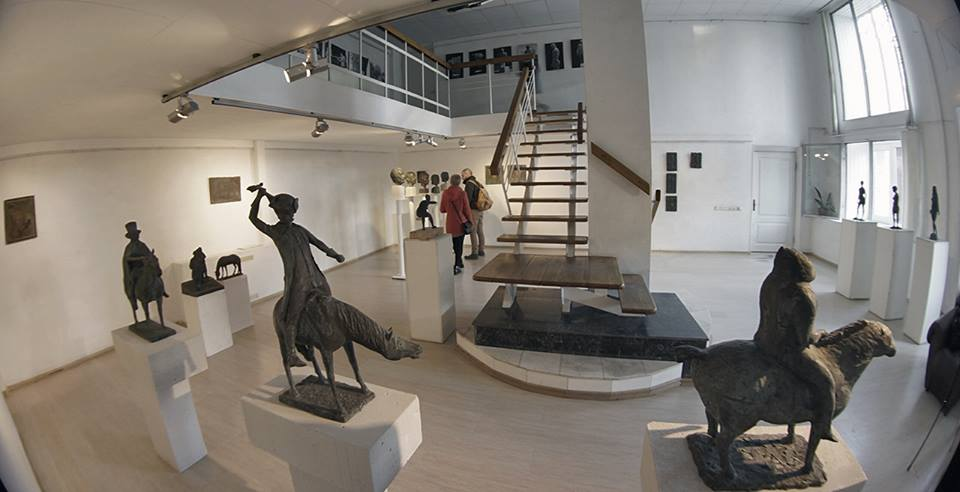
معرض بلدية خاركيف

  - الحائز على جائزة الدولة معرض ريبين الأول، تشوجيف
- معرض بلدية خاركيف
- أولا-محمية ريبين تشوغوييف التاريخية والثقافية

## خيرسون أوبلاست
- متحف الفن خيرسون سميت أوليكسي شوفكونينكو
- معرض نوفوكاخوفسكا للفنون

## خملنيتسكي أوبلاست
- متحف خملنيتسكي للفنون
- معرض الفنون (متحف كاميانيتس-بوديلسكي التاريخي والثقافي)

## تشيركاسي أوبلاست
- متحف تشيركاسي للفنون
- معرض أومان للفنون (قسم تقاليد أومان المحلية)
- معرض كورسون-شيفتشينكيفسكا للفنون

## تشيرنيفتسي أوبلاست
- متحف تشيرنيفتسي للفنون

## تشيرنيهيف أوبلاست
- متحف تشيرنيهيف الإقليمي للفنون

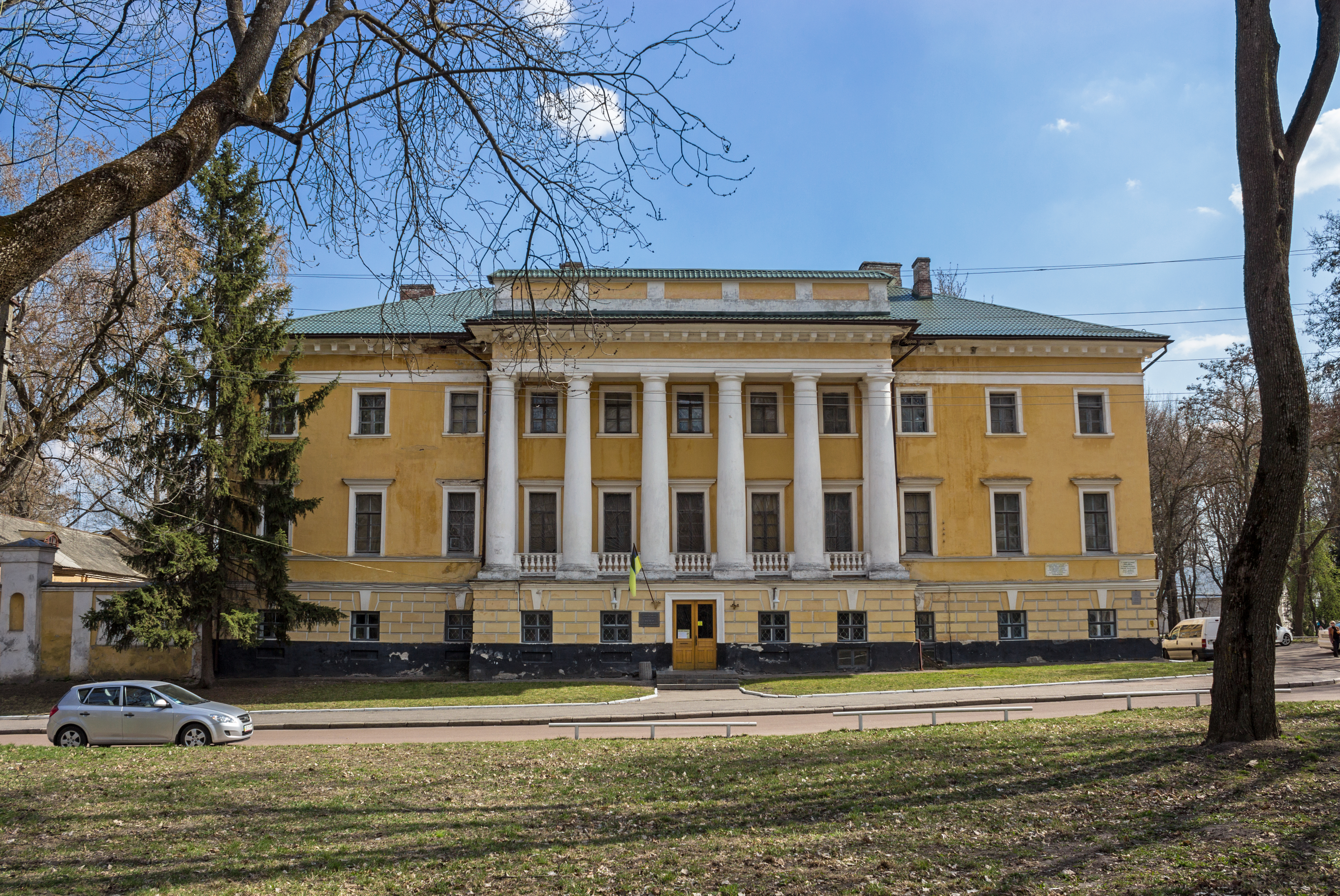
متحف تشيرنيهيف الإقليمي للفنون

  - معرض فني في قرية ليميشي (تشيرنيهيف رايون)
- متحف بورزنا للفنون التذكاري «ملكية فنان الشعب الأوكراني أو. ساينكو» بورزنا

## التذييلات